# Bulgarian Open Challenger 1988
Il Bulgarian Open Challenger 1988 è stato un torneo di tennis facente parte della categoria ATP Challenger Series nell'ambito dell'ATP Challenger Series 1988. Il torneo si è giocato a Sofia in Bulgaria dal 12 al 18 dicembre 1988 su campi in sintetico indoor.

## Vincitori

### Singolare
Johan Vekemans ha battuto in finale  Jaroslav Bulant con il punteggio di 7–5, 7–6

### Doppio
Adrian Marcu /  Florin Segărceanu hanno battuto in finale  Jaroslav Bulant /  Richard Vogel con il punteggio di 7–5, 6–2